# 小倉信近

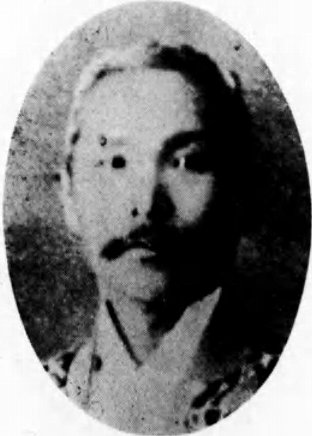
小倉信近

小倉信近（日语：／ Ogura Nobuchika，1849年5月14日—1926年10月1日）是日本明治时代的政治人物、官僚，曾任众议院议员、官选县知事。

## 经历
小倉信近出身于出羽国南置賜郡米泽上花泽中町的米泽藩士家庭。明治五年（1872年）成为海军少尉，1876年任爱知县三等警部。此后历任石川县警察部部长、德島縣警察部部长、青森縣警察部部长、检事、警视厅警视、警视总监官房第一部长等职务。
1896年4月就任福岛县知事，同年12月卸任。1897年6月14日任台湾嘉义县长，1898年3月15日卸任。
1898年8月，代表宪政党参加第6屆眾議院議員總選舉，当选山形县第二区议员。任期结束前于1900年11月12日辞去职务。
1900年2月任三重县知事。同年10月改任群马县知事，任至1901年4月2日；并任司法省官房长，同年6月5日因病辞职。
此后被控在教科書疑獄事件中犯贿赂罪，被判处监禁2个月，并因此被勒令交还從四位、褫夺勋四等及明治二十七八年從軍勳章。

## 荣誉
- 1895年（明治28年）10月31日 - 勋五等双光旭日章
- 1901年（明治34年）6月27日 - 勋四等瑞宝章
  - 1904年（明治37年）5月6日褫奪

## 脚注
1. 1 2  『新編日本の歴代知事』608頁。
2. 1 2  『議会制度百年史 - 衆議院議員名鑑』108頁。
3. 1 2  『新編日本の歴代知事』213頁。
4. ↑  「警視小倉信近外一名官等陞叙ノ件」
5. ↑  『官報』第4184号、明治30年6月15日。
6. ↑  『官報』第4408号、明治31年3月16日。
7. ↑  『官報』第5211号、明治33年11月13日。
8. ↑  『官報』第5322号、明治34年4月4日。
9. ↑  「司法省官房長小倉信近依願免本官ノ件」
10. ↑  『官報』第5376号、明治34年6月6日。
11. ↑  『日本政治裁判史録』351-378頁
12. ↑  .   [2023年4月12日]. （原始内容存档于2023年2月28日）.